# Australidiadema
Australidiadema is een geslacht van uitgestorven zee-egels uit de familie Diadematidae.

## Soorten
- Australidiadema alexanderi Smith & Crame, 2012 †